# Dacryopinax taibaishanensis
Dacryopinax taibaishanensis är en svampart som beskrevs av B. Liu & L. Fan 1990. Dacryopinax taibaishanensis ingår i släktet Dacryopinax och familjen Dacrymycetaceae.   Inga underarter finns listade i Catalogue of Life.